# سیارک ۹۲۰۹۷
سیارک ۹۲۰۹۷ (به انگلیسی: 92097 Aidai، نامگذاری:1999XX37) نود و دو هزار و نود و هفتمین سیارک کشف شده‌است که در ۳ دسامبر ۱۹۹۹ کشف شد.